# Strandgaten (Bergen)
Strandgaten er en gade i Bergen centrum, vest for Vågen. Den starter ved Torgallmenningen og følger den østlige kystlinje til Nordnes ved Tidemands Gate, hvor det bliver til Nordnesgaten. Den vestligste del af Strandgaten er en normal vej med trafik i begge retninger, mens den østligste del er ensrettet mellem Tollbodallmenningen og Holbergsallmenningen, og mellem Østre Murallmenningen og Torgallmenningen. Mellem Holbergsallmenningen og Østre Murallmenningen er det en gågade. Strandgaten er omkring 1,2 km lang.
Gaden er en central shopping-gade i byen, og rummer mange butikker.
Ved Holbergsallmenningen findes fundamentet og kælderen af det hus, hvor Ludvig Holberg voksede op.
60°24′N 5°19′Ø / 60.4°N 5.32°Ø